# Малка Локер
Малка Локер (хебр. מלכה לוקר; 1887 — 1990) је била израелска песникиња украјинског порекла, првенствено је писала на јидиш језику.

## Биографија
Рођена је 1887. године у Кутију, у тадашњој Краљевини Галиције и Лодомерије, садашњој Украјини. Потицала је из дуге лозе рабина, а образовање је било важно за њену породицу тако да је стекла и световно образовање, као и јидиш. Учила је немачки, француски и енглески, као и пољски, украјински и хебрејски језик. Године 1910. се удала се за ционистичког активисту Берла Локера, који је био њен рођак. Путовали су по свету и живели у Лондону 1938—1948. Трајно су настанили Израел 1948. године, након што су први пут боравили у тадашњем Британском мандату над Палестином 1930-их.
Најпознатија је по свом раду као песникиња, који је започела са 42. године. Почела је да пише на предлог пријатељице, која је у њеној преписци идентификовала „поетски квалитет”. Када је почела да објављује песме 1930-их, њен рад је привукао пажњу јидиш критичара. Објавила је шест књига поезије, од којих је прва Velt un mentsh 1931. Наредне збирке су Du 1932, Shtet 1942. и 1947. године The World Is Without a Protector: 1940-1945. Првенствено је писала на јидишу, а објавила је и једну књигу песама на немачком језику. Њена дела су преведена и на хебрејски и француски језик.
Написала је разне књижевне критике са фокусом на француску романтичну и симболичку поезију, међу којима је књига о Артуру Рембоу из 1965. године, биографија Шарла Бодлера из 1970. и биографија Пола Верлена из 1976. године. Била је и композитор, написала је хорска дела Luekh trts"v и Luekh trts'kh 1938. године, а певала је на јидишу у земљи и иностранству. Преминула је у Јерусалиму 1990. у 103. години.